# Черро-Танаро
Черро-Танаро (італ. Cerro Tanaro, п'єм. Ser) — муніципалітет в Італії, у регіоні П'ємонт,  провінція Асті.
Черро-Танаро розташоване на відстані близько 470 км на північний захід від Рима, 60 км на схід від Турина, 13 км на схід від Асті.
Населення — 633 особи (2014).

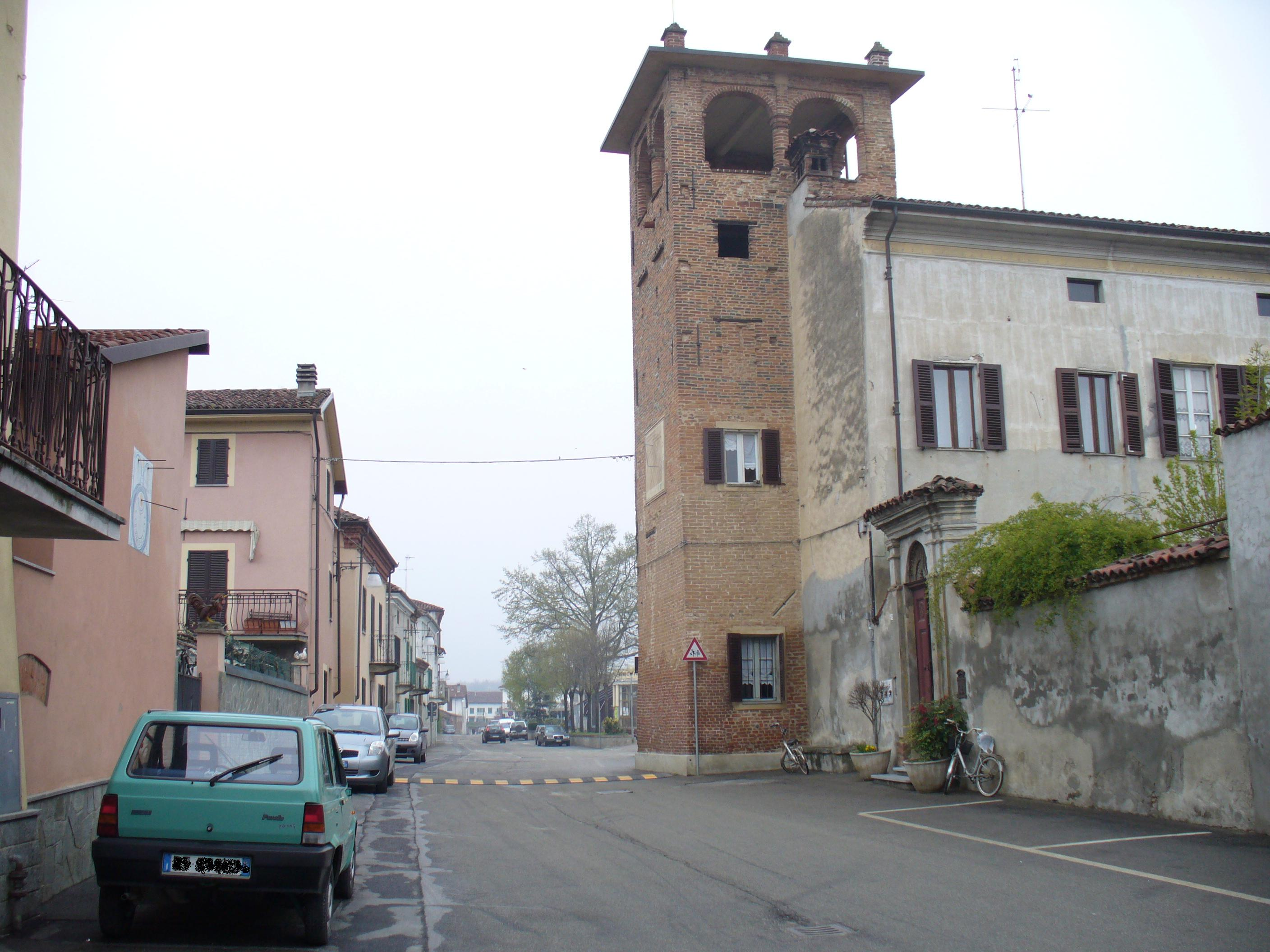

Щорічний фестиваль відбувається 24 червня. Покровитель — святий Іван Хреститель.

## Демографія
Населення за роками:

Станом на 1 січня 2023 року в муніципалітеті офіційно проживало 65 іноземців з 10 країн, серед них 25 громадян країн Євросоюзу.

## Сусідні муніципалітети
- Кастелло-ді-Анноне
- Мазіо
- Куаттордіо
- Роккетта-Танаро